# Вівчарик угандійський
Вівча́рик угандійський (Phylloscopus budongoensis) — вид горобцеподібних птахів родини вівчарикових (Phylloscopidae). Мешкає в Центральній Африці.

## Поширення і екологія
Угандійські вівчарики мешкають в Камеруні, Екваторіальній Гвінеї, Габоні, Республіці Конго, Демократичній Республіці Конго, Уганді і Кенії. Вони живуть в рівнинних і гірських вологих тропічних лісах. 